# Slapstick (Film)
Slapstick, im Original Slapstick (Of Another Kind), ist eine US-amerikanische Filmkomödie von Regisseur Steven Paul mit Jerry Lewis und Marty Feldman aus dem Jahr 1982. Der Film basiert teilweise auf dem Roman Slapstick (Lonesome No More!) von Kurt Vonnegut.

## Handlung
Die Zwillinge Willbur und Eliza Kahn haben eine unglaubliche Intelligenz, mit der sie die größten Probleme der Welt lösen könnten. Trotz der Fürsorge ihres Butlers inszenieren die beiden immer wieder ein großes Fiasko. 
Schließlich erkennen die Chinesen ihre Fähigkeiten. Aber auch sie und der Präsident der Vereinigten Staaten werden von dem Duo in die Pfanne gehauen.

## Besetzung
| Rolle(n)                   | Schauspieler  | Synchronsprecher        |
| Wilbur Swain/Caleb Swain   | Jerry Lewis   | Horst Gentzen           |
| Sylvester                  | Marty Feldman | Joachim Kemmer          |
| Eliza Swain/Lutetia Swain  | Madeline Kahn |                         |
| Dr. Frankenstein           | John Abbott   | Friedrich W. Bauschulte |
| Quentin der Hausmeister    | Ben Frank     | Karl Schulz             |
| Maria das Hausmädchen      | Cherie Harris | Cornelia Meinhardt      |
| Präsident der USA          | Jim Backus    | Arnold Marquis          |
| Luftwaffen-Offizier        | Steven Paul   | Arne Elsholtz           |
| Long Fong/Lum Fung         | Eugene Choy   | Gerd Duwner             |
| Chinesischer Außenminister | Pat Morita    | Hans Hessling           |

## Veröffentlichung
Der Film wurde 1982 in Europa veröffentlicht, in Deutschland am 9. Dezember 1982, in den USA jedoch erst im März 1984 im Fernsehen gezeigt. Für die beiden Veröffentlichungen existieren zwei Fassungen: Während die in Europa veröffentlichte Version (PAL-50) eine Laufzeit von 84 Minuten hat, hat die US-Version (NTSC) nur eine Länge von 82 Minuten.

## Rezeption
Gene Siskel und Roger Ebert behandelten den Film in ihrer Show At the Movies. Siskel beschrieb ihn als „den mit Abstand schlechtesten Film des Jahres 1984“ und sagte, er sei erschreckend schlecht, unsensibel, grausam, langweilig, unlustig und billig gemacht. Er schlug als Fazit vor, dass Filmenzyklopädien „einen Eintrag mit dem Titel schlechter Film haben sollten und die Illustration dazu ein Standbild aus Slapstick sein sollte … Das Beste, was diesem Film jemals passieren könnte, ist, dass er nirgends gezeigt würde.“ Ebert stimmte zu und beschrieb den Film als beleidigend, unappetitlich und schmerzhaft.  Allerdings erwähnten Siskel & Ebert den Film in ihrer Sonderausgabe „Worst of 1984“ nicht.
In At Millennium's End: New Essays on the Work of Kurt Vonnegut äußerte Kevin Alexander Boon, dass der Film „alles Intelligente an Vonneguts Fiktion umgeht“ und dass es sich um eine der schlechtesten Adaptionen von Vonneguts Werk handelt.
Leonard Maltin lobte die Leistungen von Jerry Lewis und Sam Fuller, beschrieb den Film jedoch als „entsetzlich“.
Jerry Lewis wurde für eine Goldene Himbeere in der Kategorie „Schlechtester Schauspieler“ nominiert.